# An Gyeon

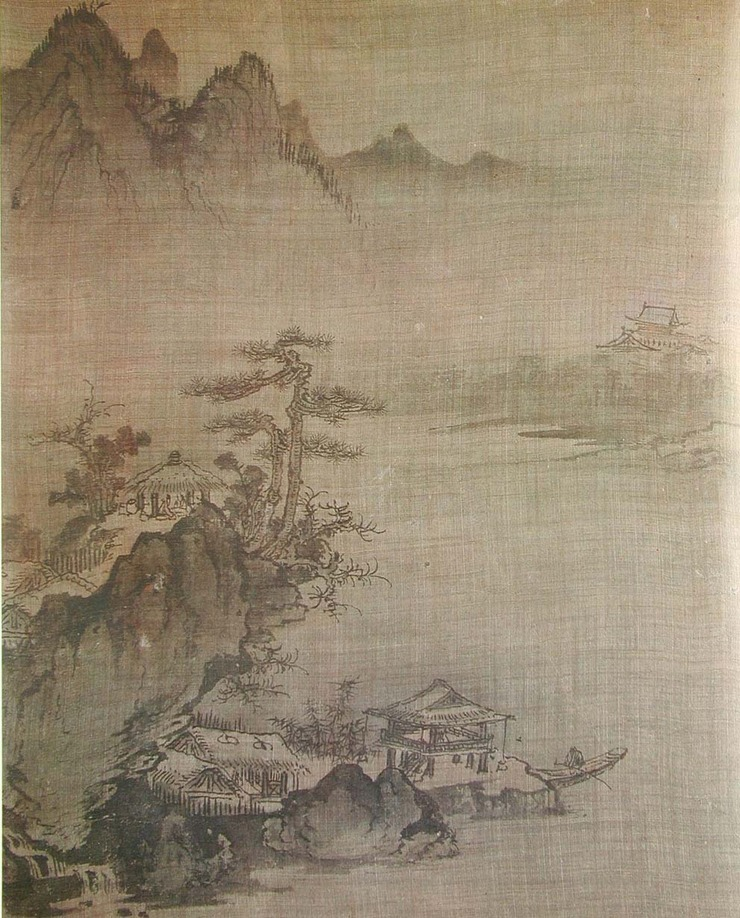
An Gyeon
Hangul - 안견
Hanja - 安堅

An Gyeon (Ahn Gyeon) fue un pintor de principios de Dinastía Joseon de Corea. Nació en Jigok, Seosan, Chungcheong del Sur. Entró en servicio real como miembro de la Dohwaseo, los pintores oficiales de la corte de Joseon, y dibujó Mongyu dowondo (몽 유도원 도) para el Príncipe Anpyeong en 1447 que está almacenado actualmente en la Universidad de Tenri.
- Wikimedia Commons alberga una categoría multimedia sobre An Gyeon.